# Ленино (Татарстан)
 Ленино  — село в Новошешминском районе Татарстана. Административный центр Ленинского сельского поселения.

## География
Находится в центральной части Татарстана на расстоянии приблизительно 13 км по прямой на север от районного центра села Новошешминск у речки Шешма. Через село проходит автомобильная дорога федерального значения P-239.

## История
Основано в XVIII веке как Нижнее Никиткино, переименовано после 1924 года. В начале XX века в селе Ленино функционировали земская школа, водяная мельница, 2 мелочные бакалейные лавки. В 1928 году организовали колхоз, назывался он сельскохозяйственная артель. Название артели дали символическое "Рассвет". В послевоенные годы на реке Шешма была построена ГЭС. Она существовала до 1961 года. В 1961 году случился пожар и ГЭС сгорела. После 50-х годов объединили две деревни - Ленино и Верхнее Никиткино. Колхоз назывался "имени Сталина". Позже колхоз переименовали в "имени газеты Советская Татария". В 1991 году разъединили на три хозяйства и колхоз стал называться "Рассвет". До 1960 года в селе была семилетняя школа. В 1960 году открыли новую восьмилетнюю школу, здание было деревянное. В 1971 году открыли Ленинскую среднюю школу.

## Население
Постоянных жителей было: в 1782—152 души мужского пола, в 1859—529, в 1897—1149, в 1908—1147, в 1920—1319, в 1926—1204, в 1938—1032, в 1949—795, в 1958—762, в 1970—828, в 1979—663, в 1989—683, в 2002 − 657 (русские 51 %, татары (фактически кряшены) 44 %), 552 в 2010.

## Инфраструктура
Средняя школа, дом культуры, библиотека.

## Экономика
Полеводство, мясомолочное скотоводство.

## Религия
Храм Дмитрия Солунского (год постройки 2014).